# Herman Henstenburgh

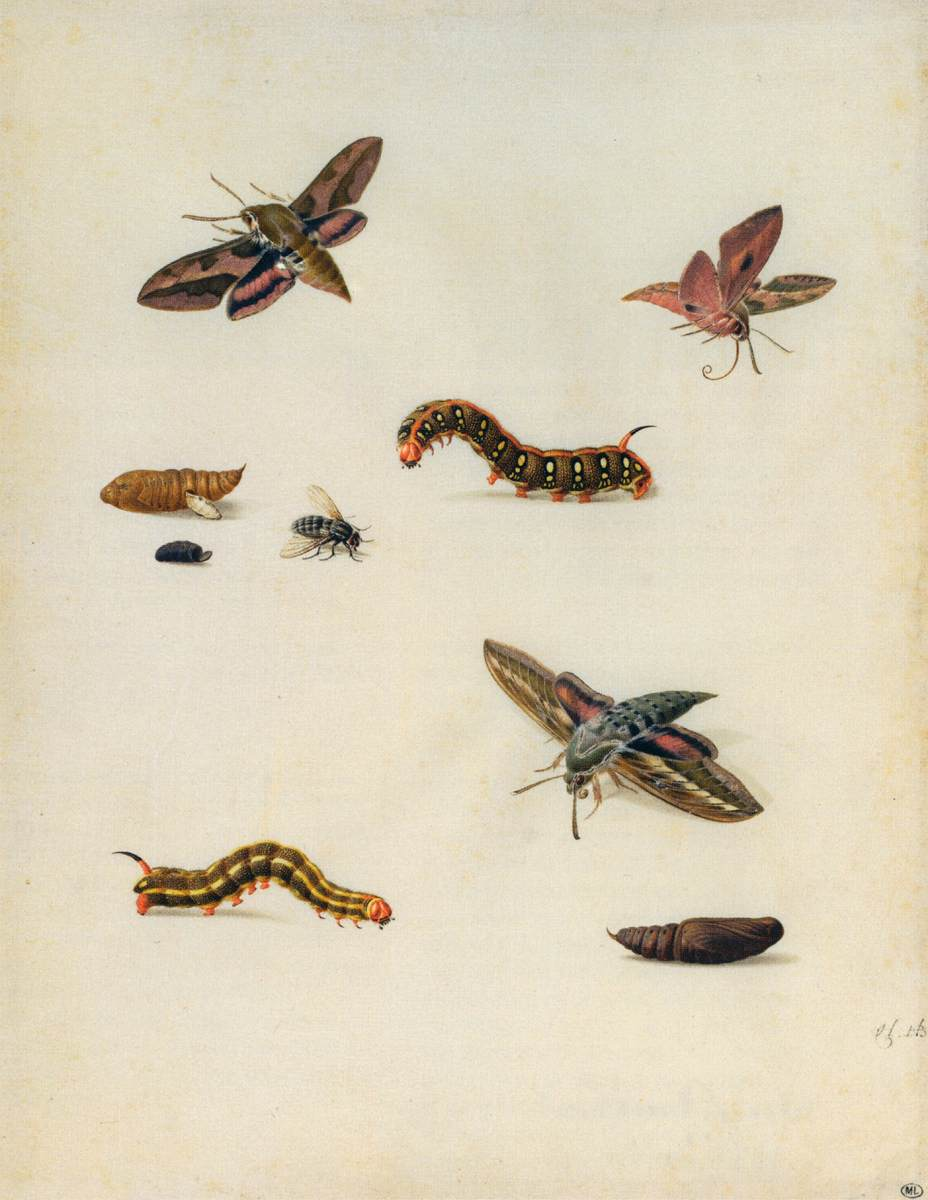
insecten

Herman Henstenburgh (Hoorn, 1667  – 1726), was een 18e-eeuwse schilder uit Noord-Nederland.

## Biografie
Zijn biografie is opgenomen in de Nieuwe Schouwburgh van Johan van Gool. Volgens Van Gool was Henstenburgh erg goed in het kopiëren van prenten en kopieerde hij de aquarellen van Pieter Holstein. Deze kopieen waren zo goed dat zijn ouders hem in 1683  in de leer lieten gaan bij de schilder Johannes Bronkhorst. Bronckhorst had een goed inkomen aan zijn schilderijen, maar hij vulde zijn inkomen aan als banketbakker en deed dat tot aan zijn dood. Henstenburgh leerde dit vak duidelijk ook van hem, want hij nam dit bedrijf over toen Bronckhorst stierf. Zijn portret werd getekend in het album van Joanna Koerten door Nicolaas Verkolje met een gedicht van Feitema.

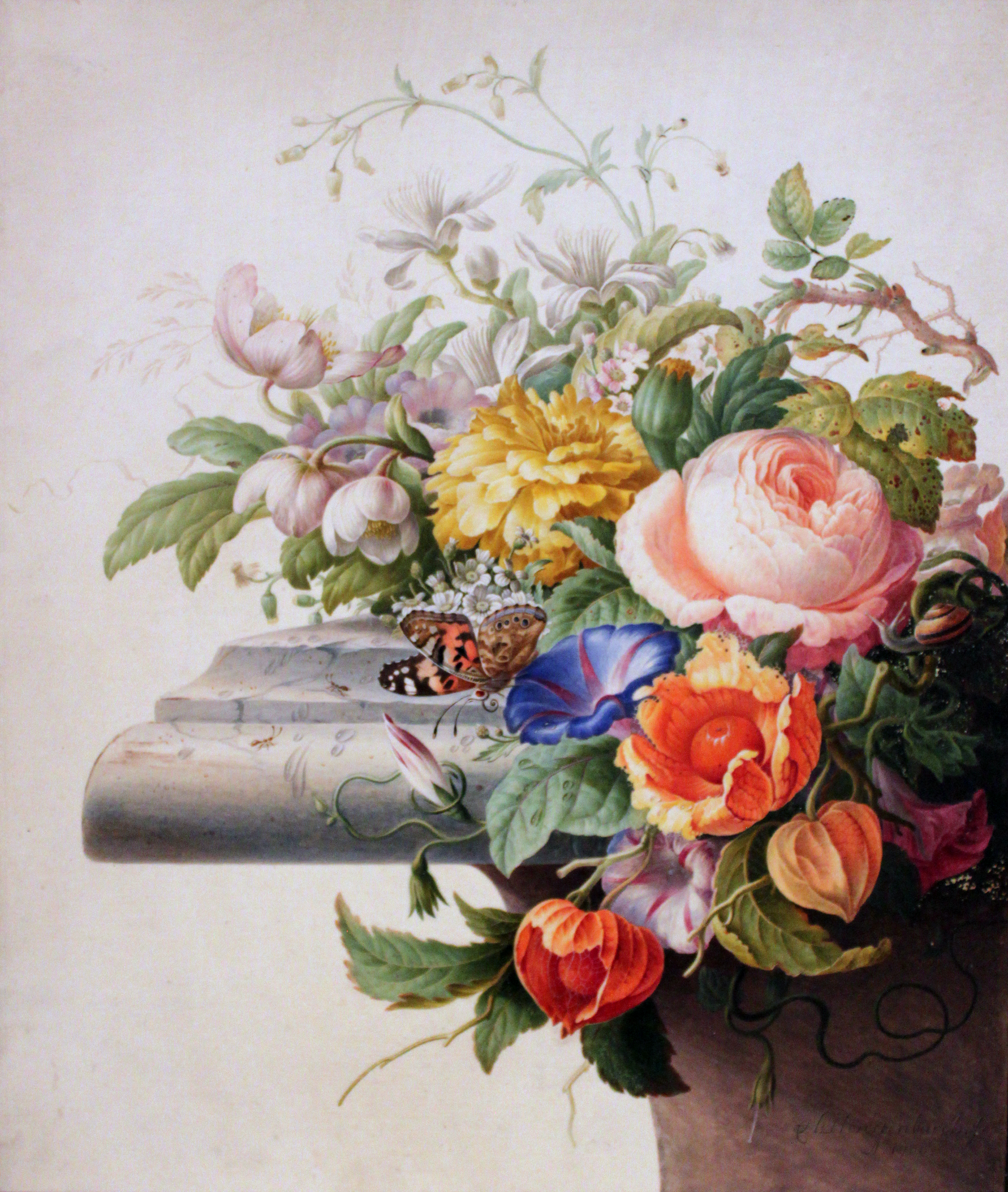
Boeket, 1700, Städelsches Kunstinstitut

Volgens het RKD was hij een geregistreerde leerling van Johannes Bronckhorst en staat hij bekend om fruit- en bloemstillevens, met als specialiteit insecten en vogels. 